# Андипсара
Анди́псара, также Антипсара, Антипихара (греч. Αντίψαρα «расположенный напротив Псары») — небольшой, каменистый остров в Эгейском море в составе архипелага Восточные Спорады, принадлежащий Греции и расположенный в 2,4 км к западу от более крупного обитаемого острова Псара. Входит в общину (дим) Псару в периферийной единице Хиосе в периферии Северных Эгейских островах. Население 4 жителя по переписи 2011 года.

## География
Остров Андипсара расположен в восточной части Эгейского моря. Площадь около 4 квадратных километров (имеет округлую форму). Наивысшая точка — гора Псили-Рахи высотой 130 метров. Остров обладает каменистой местностью с холмами и насыпями, и весьма скудной растительностью. Средиземноморский климат. Скалист и недоступен с севера и запада.
Острова Андипсара и Псара облюбовали как место гнездования целый ряд морских и перелётных птиц, среди них: чеглок Элеоноры, хохлатый баклан, средиземноморский буревестник и левантский буревестник.

## История
Археологические раскопки показывают, однако, что остров был заселён людьми ещё в античные (греческие и римские времена), но его население резко сократилось к средневековому периоду, что по-видимому связано с вырубкой леса и соответственным уменьшением запасов питьевой воды. Тем не менее, в византийские и османские времена на острове имелся порт. По-видимому, хотя письменных доказательств этому не сохранилось, остатки греческого населения были вырезаны турками в ходе карательной экспедиции (Псарская резня) в 1824 году, когда было уничтожено около 90 % населения соседней Псары, через два года после Хиосской резни. В восточной части острова сохранилась небольшая церковь Св. Иоанна, посещаемая паломниками в августе.

## Туризм
Летом на остров приезжают немногочисленные туристы и паломники на катерах с соседней Псары.

## Население
| Год  | Население, человек |
| ---- | ------------------ |
| 1991 | 0                  |
| 2001 | 0                  |
| 2011 | ↗ 4                |